# Nederlandse kampioenschappen atletiek 1986
In 1986 werden de Nederlandse kampioenschappen atletiek gehouden op 12 en 13 juli op de kunststofbaan Ookmeer in Amsterdam. De organisatie was in handen van de atletiekverenigingen ADA en AAC.
Er waren nogal wat atleten wegens blessures afwezig en aanvankelijk kabbelde het NK mede daardoor wat sfeerloos voort. Even leek het kampioenschap bij de mannen in het teken te staan van een onmogelijke close finish op de 20 km snelwandelen. Totdat aan het eind van de tweede dag Achmed de Kom en Emiel Mellaard voor enkele uitstekende prestaties zorgden.
Bij de vrouwen waren het de aantrekkelijke sprintduels tussen Nelli Cooman en Els Vader, die de show stalen.

## Uitslagen

### 100 m
| rang   | atleet             | prestatie |
| ------ | ------------------ | --------- |
| Goud   | Achmed de Kom      | 10,49 s   |
| Zilver | Chris Leeuwenburgh | 10,65 s   |
| Brons  | Sammy Monsels      | 10,82 s   |

| rang   | atlete       | prestatie |
| ------ | ------------ | --------- |
| Goud   | Nelli Cooman | 11,15 s   |
| Zilver | Els Vader    | 11,20 s   |
| Brons  | Martha Derby | 11,65 s   |

### 200 m
| rang   | atleet         | prestatie           |
| ------ | -------------- | ------------------- |
| Goud   | Achmed de Kom  | 20,88 s (+ 2,1 m/s) |
| Zilver | Dick Jorissen  | 21,48 s (+ 2,1 m/s) |
| Brons  | Junior de Lain | 21,48 s (+ 2,1 m/s) |

| rang   | atlete       | prestatie           |
| ------ | ------------ | ------------------- |
| Goud   | Els Vader    | 22,55 s (+ 3,3 m/s) |
| Zilver | Nelli Cooman | 23,03 s (+ 3,3 m/s) |
| Brons  | Martha Derby | 23,68 s (+ 3,3 m/s) |

### 400 m
| rang   | atleet          | prestatie |
| ------ | --------------- | --------- |
| Goud   | Arjen Visserman | 46,33 s   |
| Zilver | Allan Ellsworth | 47,84 s   |
| Brons  | Wim Cools       | 47,85 s   |

| rang   | atlete           | prestatie |
| ------ | ---------------- | --------- |
| Goud   | Marjo van Agt    | 53,61 s   |
| Zilver | Desiree de Leeuw | 53,81 s   |
| Brons  | Tanja Tjepkema   | 54,08 s   |

### 800 m
| rang   | atleet           | prestatie |
| ------ | ---------------- | --------- |
| Goud   | Jaap van Treijen | 1.51,04   |
| Zilver | Robin van Helden | 1.51,48   |
| Brons  | Steven Sloof     | 1.51,86   |

| rang   | atlete             | prestatie |
| ------ | ------------------ | --------- |
| Goud   | Elly van Hulst     | 2.07,66   |
| Zilver | Krista Aukema      | 2.08,48   |
| Brons  | Liesbeth van Maris | 2.09,41   |

### 1500 m
| rang   | atleet         | prestatie |
| ------ | -------------- | --------- |
| Goud   | Han Kulker     | 3.48,70   |
| Zilver | Marc Borghans  | 3.49,51   |
| Brons  | Ed van Gemeren | 3.50,53   |

| rang   | atlete           | prestatie |
| ------ | ---------------- | --------- |
| Goud   | Elly van Hulst   | 4.29,73   |
| Zilver | Margreet Verbeek | 4.30,68   |
| Brons  | Carlien Harms    | 4.31,69   |

### 5000 m/3000 m
| rang   | atleet         | prestatie |
| ------ | -------------- | --------- |
| Goud   | Rob de Brouwer | 14.07,42  |
| Zilver | Klaas Lok      | 14.07,66  |
| Brons  | John Vermeule  | 14.09,62  |

| rang   | atlete              | prestatie |
| ------ | ------------------- | --------- |
| Goud   | Elly van Hulst      | 9.34,09   |
| Zilver | Rita Delnoye        | 9.36,34   |
| Brons  | Janine van der Bolt | 9.38,52   |

### 110 m horden/100 m horden
| rang   | atleet          | prestatie |
| ------ | --------------- | --------- |
| Goud   | Robert de Wit   | 14,46 s   |
| Zilver | Ruud van Maurik | 14,63 s   |
| Brons  | Freddie Burgos  | 14,73 s   |

| rang   | atlete            | prestatie |
| ------ | ----------------- | --------- |
| Goud   | Tineke Hidding    | 13,81 s   |
| Zilver | Ine Langenhuizen  | 14,06 s   |
| Brons  | Ingrid van Lingen | 14,25 s   |

### 400 m horden
| rang   | atleet           | prestatie |
| ------ | ---------------- | --------- |
| Goud   | Marco Beukenkamp | 51,16 s   |
| Zilver | Arno Theuns      | 51,41 s   |
| Brons  | Hugo Pont        | 52,24 s   |

| rang   | atlete            | prestatie |
| ------ | ----------------- | --------- |
| Goud   | Eveline van Hees  | 60,06 s   |
| Zilver | Lysbeth Gijsen    | 60,93 s   |
| Brons  | Carmy Bronnenberg | 61,34 s   |

### 3000 m steeple
| rang   | atleet         | prestatie |
| ------ | -------------- | --------- |
| Goud   | Hans Koeleman  | 8.35,83   |
| Zilver | Herman Hofstee | 8.41,56   |
| Brons  | Marti ten Kate | 8.44,79   |

### 20 km snelwandelen
| rang   | atleet          | prestatie  |
| ------ | --------------- | ---------- |
| Goud   | Harold van Beek | 1:36.53,32 |
| Zilver | Jan Cortenbach  | 1:36.53,38 |
| Brons  | Jan Cornelis    | 1:38.24,10 |

### Verspringen
| rang   | atleet            | prestatie |
| ------ | ----------------- | --------- |
| Goud   | Emiel Mellaard    | 7,98 m    |
| Zilver | Jeroen Bronwasser | 7,46 m    |
| Brons  | Jeroen Ooievaar   | 7,37 m    |

| rang   | atlete             | prestatie |
| ------ | ------------------ | --------- |
| Goud   | Edine van Heezik   | 6,49 m    |
| Zilver | Tineke Hidding     | 6,16 m    |
| Brons  | Mieke van der Kolk | 6,07 m    |

### Hink-stap-springen
| rang   | atleet                | prestatie |
| ------ | --------------------- | --------- |
| Goud   | Paul Lucassen         | 16,05 m   |
| Zilver | Aafbrecht van de Veen | 15,44 m   |
| Brons  | Roy Sedoc             | 15,39 m   |

### Hoogspringen
| rang   | atleet          | prestatie |
| ------ | --------------- | --------- |
| Goud   | Ruud Wielart    | 2,17 m    |
| Zilver | Henk Jan Gebben | 2,14 m    |
| Brons  | Marco Schmidt   | 2,11 m    |

| rang   | atlete          | prestatie |
| ------ | --------------- | --------- |
| Goud   | Ella Wijnants   | 1,75 m    |
| Zilver | Jolanda Bleeker | 1,75 m    |
| Brons  | Ellen Neelen    | 1,75 m    |

### Polsstokhoogspringen
| rang   | atleet             | prestatie |
| ------ | ------------------ | --------- |
| Goud   | Chris Leeuwenburgh | 5,20 m    |
| Zilver | Ed van der Kaay    | 4,90 m    |
| Brons  | Robert de Wit      | 4,80 m    |

### Kogelstoten
| rang   | atleet        | prestatie |
| ------ | ------------- | --------- |
| Goud   | Erik de Bruin | 18,51 m   |
| Zilver | Ron Schenk    | 16,86 m   |
| Brons  | Rob Bakker    | 16,43 m   |

| rang   | atlete         | prestatie |
| ------ | -------------- | --------- |
| Goud   | Deborah Dunant | 16,29 m   |
| Zilver | Tine Schenkels | 14,31 m   |
| Brons  | Pietula Zomer  | 14,15 m   |

### Discuswerpen
| rang   | atleet        | prestatie |
| ------ | ------------- | --------- |
| Goud   | Erik de Bruin | 65,10 m   |
| Zilver | Wim de Wolff  | 57,56 m   |
| Brons  | Piet Meydam   | 53,60 m   |

| rang   | atlete         | prestatie |
| ------ | -------------- | --------- |
| Goud   | Bea Wiarda     | 53,96 m   |
| Zilver | Deborah Dunant | 53,04 m   |
| Brons  | Irma van Hees  | 45,92 m   |

### Speerwerpen
| rang   | atleet              | prestatie |
| ------ | ------------------- | --------- |
| Goud   | Marcel Bunck        | 71,04 m   |
| Zilver | Jeroen van der Meer | 70,58 m   |
| Brons  | Bert Smit           | 66,42 m   |

| rang   | atlete             | prestatie |
| ------ | ------------------ | --------- |
| Goud   | Bernadette Fransen | 56,96 m   |
| Zilver | Gerda Blokziel     | 56,44 m   |
| Brons  | Ingrid Lammertsma  | 53,16 m   |

### Kogelslingeren
| rang   | atleet             | prestatie |
| ------ | ------------------ | --------- |
| Goud   | Peter van Noort    | 62,96 m   |
| Zilver | Frank van der Dool | 55,22 m   |
| Brons  | Chris Hoede        | 54,02 m   |

1904 · 
1908 · 
1909 · 
1910 · 
1911 · 
1912 · 
1913 · 
1914 · 
1915 · 
1917 · 
1918 · 
1919 · 
1920 · 
1921 · 
1922 · 
1923 · 
1924 · 
1925 · 
1926 · 
1927 · 
1928 · 
1929 · 
1930 · 
1931 · 
1932 · 
1933 · 
1934 · 
1935 · 
1936 · 
1937 · 
1938 · 
1939 · 
1940 · 
1941 · 
1942 · 
1943 · 
1944 · 
1946 · 
1947 · 
1948 · 
1949 · 
1950 · 
1951 · 
1952 · 
1953 · 
1954 · 
1955 · 
1956 · 
1957 · 
1958 · 
1959 · 
1960 · 
1961 · 
1962 · 
1963 · 
1964 · 
1965 · 
1966 · 
1967 · 
1968 · 
1969 · 
1970 · 
1971 · 
1972 · 
1973 · 
1974 · 
1975 · 
1976 · 
1977 · 
1978 · 
1979 · 
1980 · 
1981 · 
1982 · 
1983 · 
1984 · 
1985 · 
1986 · 
1987 · 
1988 · 
1989 · 
1990 · 
1991 · 
1992 · 
1993 · 
1994 · 
1995 · 
1996 · 
1997 · 
1998 · 
1999 · 
2000 · 
2001 · 
2002 · 
2003 · 
2004 · 
2005 · 
2006 · 
2007 · 
2008 · 
2009 · 
2010 · 
2011 · 
2012 · 
2013 · 
2014 · 
2015 · 
2016 ·
2017 ·
2018 ·
2019 ·
2020 ·
2021 ·
2022 ·
2023 ·
2024 ·
2025